# حواء (السدة)

تعديل مصدري - تعديل

حواء محلة تابعة لقرية جرف السفياني، التابعة لعزلة الزعلاء بمديرية السدة إحدى مديريات محافظة إب في الجمهورية اليمنية. بلغ تعداد سكانها 116 حسب تعداد اليمن لعام 2004.